# Néère (Néréide)
Pour les articles homonymes, voir Néère.
Dans la mythologie grecque, Néère, Neaera ou Neera, (en grec ancien Νέαιρα / Néaira, “Neæra) est une Néréide, fille de Nérée et de Doris. D'après Sophocle, elle est l'épouse d'Éétès et la mère d'Absyrtus.

## Famille

### Ascendance
Ses parents sont le dieu marin primitif Nérée, surnommé le vieillard de la mer, et l'océanide Doris. Elle est l'une de leur multiples filles, les Néréides, généralement au nombre de cinquante, et a un unique frère, Néritès. Pontos (le Flot) et Gaïa (la Terre) sont ses grands-parents paternels, Océan et Téthys ses grands-parents maternels.

### Descendance
Selon Sophocle, Néère est une des deux épouses d'Éétès, un fils d'Hélios et roi de Colchide. Éétès a des enfants avec ses deux épouses, son union avec l'Océanide Idyie lui donnant deux filles, Médée, l'aînée de ses enfants et Circé (considéré cependant plutôt comme la sœur d'Éétès par la majorité des auteurs anciens), tandis que Néère enfante d'un garçon, Absyrtus, qui sera plus tard tué par sa demi-sœur Médée: Lors de la fuite des Argonautes de Colchide, Médée, qui a trahi son père et pris le parti de Jason, l'emmène en otage et le met en pièces (diasparagmos), afin de retarder la flotte d'Éétès qui doit récupérer les morceaux du corps pour donner à son fils des funérailles convenables.